# Rainette de White
Dryopsophus caeruleus
Vous lisez un « bon article » labellisé en 2010.
Espèce
Synonymes
- Rana caerulea White, 1790 (Basionyme)
- Litoria caerulea White, 1790
- Rana austrasiae Schneider, 1799
- Hyla cyanea Daudin, 1803
- Hyla irrorata De Vis, 1884

Statut de conservation UICN

 LC  : Préoccupation mineure
Dryopsophus caeruleus, anciennement  Litoria caerulea, la Rainette de White ou encore Rainette céruléenne, est une espèce d'amphibiens de la famille des Pelodryadidae. C'est une grenouille arboricole originaire d'Australie et de Nouvelle-Guinée, avec des populations vraisemblablement introduites comme NAC en Nouvelle-Zélande et aux États-Unis. Cet anoure est assez semblable à certaines autres espèces de la même sous-famille, en particulier la grenouille magnifique (Dryopsophus splendidus) et la grenouille géante (Nyctimystes infrafrenatus).
La rainette de White est plus grande que la plupart des grenouilles australiennes, atteignant 10 centimètres de longueur. La durée de vie moyenne de la grenouille en captivité est d'environ seize ans, plus longue que celle de la plupart des autres grenouilles. Elles sont paisibles et bien adaptées à l'homme en pouvant vivre à proximité des habitations. On les trouve souvent sur les rebords des fenêtres ou à l'intérieur des maisons, où elles mangent les insectes attirés par la lumière (phototropisme, phototaxie, photophilie).
En raison de ses caractéristiques physiques et comportementales, la rainette de White est devenue une des grenouilles les plus facilement reconnaissables dans sa zone de répartition d'origine, et est devenue un animal exotique prisé à travers le monde. Les sécrétions de la peau ont des propriétés antiseptiques qui pourraient se révéler utiles dans des préparations pharmaceutiques. Malgré une aire de répartition en recul et la chytridiomycose, une maladie infectieuse fatale aux amphibiens, l'espèce n'est pas menacée.

## Description

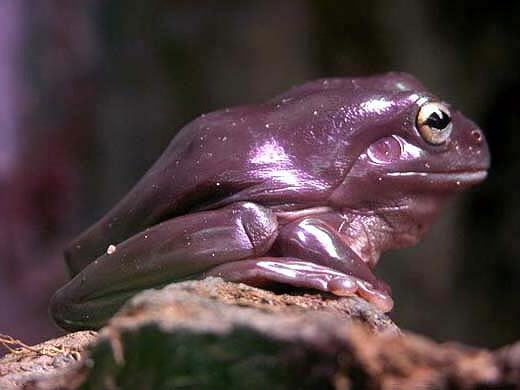
Rainette de White avec la peau brune.

La rainette de White peut mesurer jusqu'à 10 cm de long. Les mâles mesurent de 66 à 77 mm et les femelles de 60 à 110 mm. Sa couleur dépend de la température et de la couleur de l'environnement, allant du brun au vert, tandis que la surface ventrale demeure blanche. Elle a parfois de petites taches blanches, de forme irrégulière sur le dos, mesurant jusqu'à cinq millimètres de diamètre et dont le nombre augmente avec l'âge. La grenouille a au stade adulte des disques-ventouses d'environ cinq millimètres au bout des doigts, qui l'aident à grimper et lui permettent même de monter verticalement sur le verre. Les yeux sont dorés et les pupilles sont horizontales, ce qui est typique du genre Litoria,. Les doigts des pattes antérieures sont palmés environ sur un tiers de leur longueur, les postérieurs sur près des trois-quarts. La membrane tympanique est visible.
La rainette de White est parfois confondue avec sa cousine, la grenouille magnifique (Litoria splendida), qui vit seulement dans la région de Kimberley en Australie-Occidentale et dans le nord-ouest du Territoire du Nord, et se distingue par la présence de grosses glandes parotoïdes et rostrales sur l'ensemble de la tête. La grenouille géante Litoria infrafrenata, que l'on trouve dans les zones côtières et adjacentes du nord-est du Queensland, depuis le nord de Townsville jusqu'à la péninsule du cap York et au golfe de Carpentarie, est aussi parfois confondue avec la rainette de White. La principale différence est une bande blanche sur le bord de la mâchoire inférieure de Litoria infrafrenata qu'on ne retrouve pas chez la rainette de White.
Il y a peu de dimorphisme sexuel entre mâles et femelles, et il est difficile de déterminer le sexe. Les femelles sont généralement plus grandes.
Les œufs sont bruns, entourés d'une gelée claire et font de 1,1 à 1,4 millimètre de diamètre. Les têtards changent d'apparence tout au long de leur développement. Leur longueur varie de 8,1 millimètres (à la naissance) à 44 millimètres. Au départ, ils sont tachetés de brun et augmentent leur pigmentation (verte ou brune) au cours de leur développement. Le ventre est de couleur foncée au départ puis s'éclaircit pour finalement devenir blanc chez les adultes.
Bien que les grenouilles aient des poumons, elles absorbent aussi l'oxygène par la peau. Pour le faire de manière efficace, elles doivent avoir la peau humide. Un inconvénient en est que les agents pathogènes peuvent se développer à la surface de cette dernière, augmentant ainsi le risque d'infection. Pour contrer cela, ces grenouilles sécrètent des peptides qui détruisent ces agents pathogènes. Les sécrétions de leur peau contiennent des cérines, un groupe de peptides avec des propriétés antibactériennes et antivirales,. Elles contiennent également des cérulines, des hormones peptidiques proches de la gastrine et de la cholécystokinine, une hormone sécrétée par le duodénum qui agit sur le pancréas et qui a des effets anorexigènes. Des scientifiques ont montré que plusieurs peptides sécrétés par la peau de la rainette de White détruisaient le VIH, sans nuire à la santé des lymphocytes T.

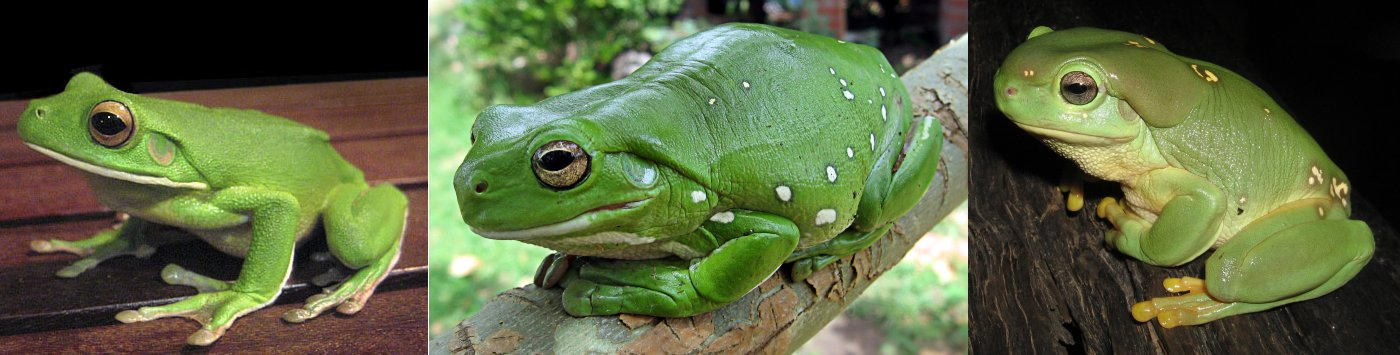
La grenouille de gauche est la Grenouille géante, remarquez la bande blanche le long de la mâchoire. Au milieu se trouve la Rainette de White. L'espèce de droite est la Grenouille magnifique, notez les grandes glandes parotoïdes présentes au-dessus du tympan, qui couvrent l'ensemble de la tête et qui retombent sur le tympan.

| Nyctimystes infrafrenatus | Dryopsophus caeruleus | Dryopsophus splendidus |

## Écologie et comportement

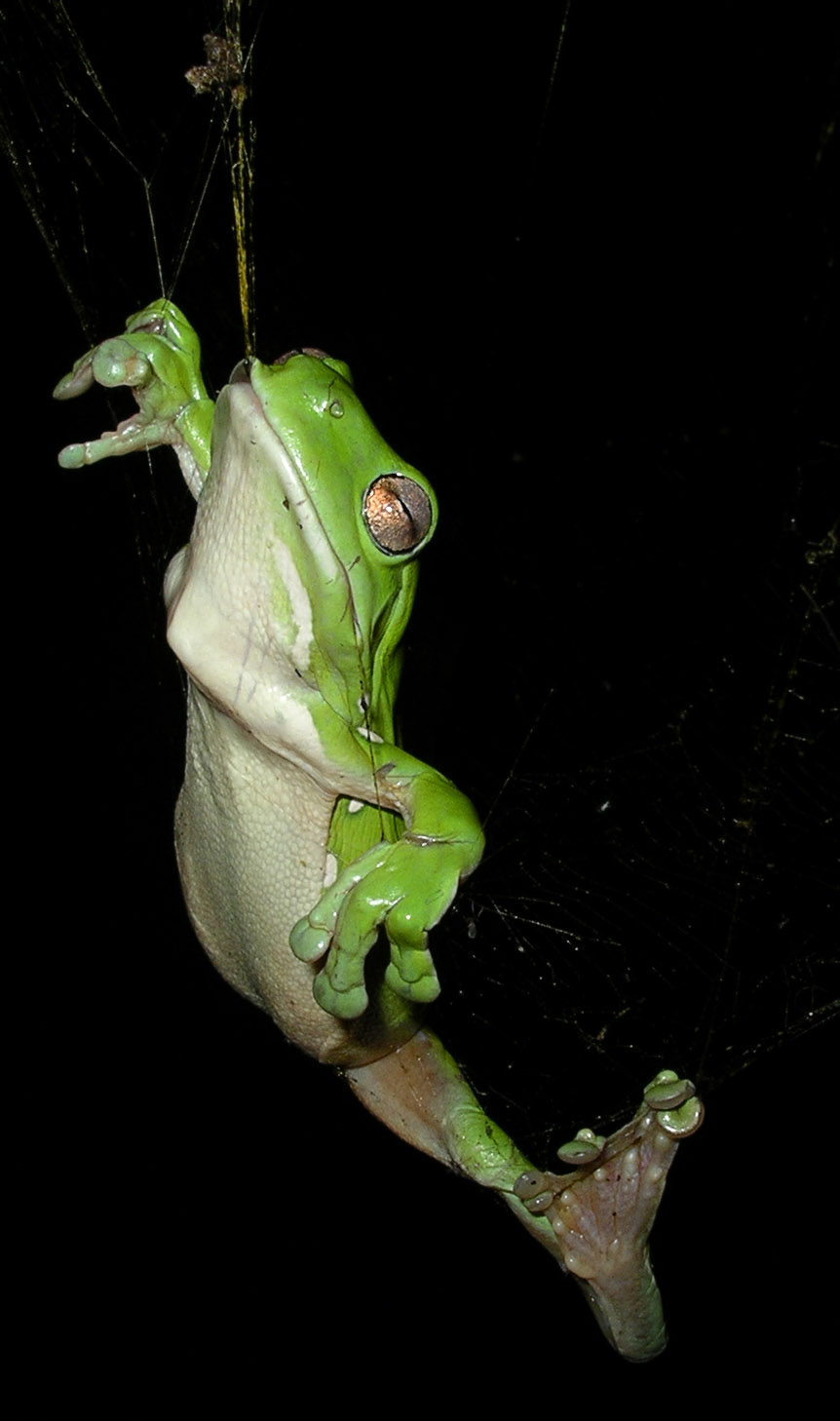
Une rainette de White engluée dans une toile d'araignée après avoir mangé l'araignée. La grenouille a survécu.

Les rainettes de White sont des animaux très paisibles. Elles sont nocturnes et sortent en début de soirée pour lancer leur coassement (au printemps et en été) et pour chasser. Pendant la journée, elles se réfugient dans un endroit frais, sombre et humide pour dormir. En hiver, les rainettes de White ne crient pas et ne sont habituellement pas visibles.

### Coassement et reproduction

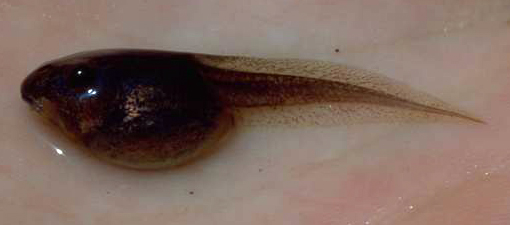
Têtard de la rainette de White.

L'espèce a un cri faible, un lent coassement sur un seul ton répété à de nombreuses reprises. Elles coassent à partir d'endroits situés en hauteur comme les arbres et les gouttières. Au cours de la saison d'accouplement, les grenouilles descendent, tout en restant légèrement surélevées, et appellent à proximité de sources d'eau, qu'elles soient temporaires ou permanentes. Comme de nombreuses grenouilles, les mâles n'appellent pas seulement pour attirer les femelles. La reproduction a lieu dans des eaux peu profondes. La femelle est sexuellement mature à l'âge de deux ou trois ans, et pond plus d'un millier d'œufs par an qui se répartissent en une couche unique à la surface de l'eau.
Les mâles coassent même en dehors de la saison d'accouplement, généralement après la pluie, pour des raisons qui ne sont pas encore connues. Elles émettent un appel dit de stress chaque fois qu'elles se sentent en danger, par exemple lorsque les prédateurs sont proches ou quand une personne passe à proximité.

### Alimentation
Son alimentation se compose essentiellement d'insectes (sauterelles, grillons, blattes, papillons) et d'araignées, mais peut comporter aussi des petites grenouilles et même de petits mammifères comme des souris. Les dents de ces grenouilles ne sont pas adaptées à broyer leur proie, de sorte que cette dernière doit être ingérée en entier. Beaucoup de grenouilles propulsent leur langue collante sur leur proie. La proie collée est attirée dans la bouche et est consommée. La rainette de White utilise généralement cette technique pour les petites proies, mais pour les plus grandes, elle leur saute dessus et les pousse dans sa bouche avec ses pattes avant.

### Prédateurs
Cette grenouille a peu de prédateurs, parmi eux des serpents, quelques espèces de lézards et des oiseaux. Depuis la colonisation européenne de l'Australie, de nouveaux prédateurs ont été introduits, principalement des chiens et des chats.
L'espèce a une espérance de vie moyenne en captivité de seize ans, mais certaines ont vécu pendant plus de vingt ans, ce qui est long pour une grenouille. L'espérance de vie moyenne à l'état sauvage est inférieure à celle en captivité, en raison de la prédation.

## Répartition et habitat

### Répartition géographique
La rainette de White est originaire des régions septentrionales et orientales de l'Australie et du sud de la Nouvelle-Guinée ce qui représente 4 078 600 km2. Sa répartition est essentiellement limitée à des zones avec un climat tropical, chaud et humide.
En Australie, sa répartition s'étend de la région de Kimberley en Australie-Occidentale au coin nord-est de l'Australie-Méridionale et au nord et au centre de la Nouvelle-Galles du Sud en passant par le Queensland et la plupart du Territoire du Nord.
En Nouvelle-Guinée, la répartition géographique de la rainette de White est limitée aux régions sèches du sud du pays. Son aire de répartition s'étend du sud-est de la Nouvelle-Guinée occidentale en Indonésie jusqu'aux environs de l'île Daru dans le sud-ouest de la Papouasie-Nouvelle-Guinée. Il y a des peuplements isolés dans le nord et le sud de la Nouvelle-Guinée ainsi que dans la péninsule de Doberai, mais ils semblent être le fait de l'homme. Elle se rencontre jusqu'à 200 m d'altitude.
L'espèce a été introduite à la fois aux États-Unis et en Nouvelle-Zélande. Aux États-Unis, elle est limitée à deux régions au sein de la Floride, où elle a peut-être été introduite par le biais du commerce des animaux domestiques. Seules de petites populations ont été trouvées en Floride, et on ne sait pas si elles ont causé des dommages écologiques qui la feraient considérer comme espèce invasive. En Nouvelle-Zélande, une introduction avait été tentée en 1897 et 1899 et des grenouilles avaient été relâchées accidentellement durant les années 1940 mais l'espèce ne s'est pas implantée et il n'y a pas eu de nouvelles observations depuis les années 1950.

### Habitat
Selon leur lieu de vie, les rainettes de White occupent différents habitats. En règle générale, elles se trouvent dans la canopée des arbres à proximité d'une source d'eau, occupant notamment les arbres creux comme de nombreuses autres espèces d'amphibiens. Toutefois, elles peuvent vivre dans les marais (parmi les roseaux) ou dans les prairies des régions plus froides. Elles sont bien connues pour apprécier les points d'eau des maisons, comme les salles de bains ou les toilettes. On peut également les trouver sur les fenêtres en train de manger des insectes. Elles vivent dans les citernes, les descentes d'eau et les gouttières qui ont un taux d'humidité élevé et sont généralement plus fraîches que l'environnement extérieur. Les grenouilles sont attirées par les descentes d'eau et les citernes pendant la saison d'accouplement car ces appareils amplifient leur appel,.

## Taxinomie

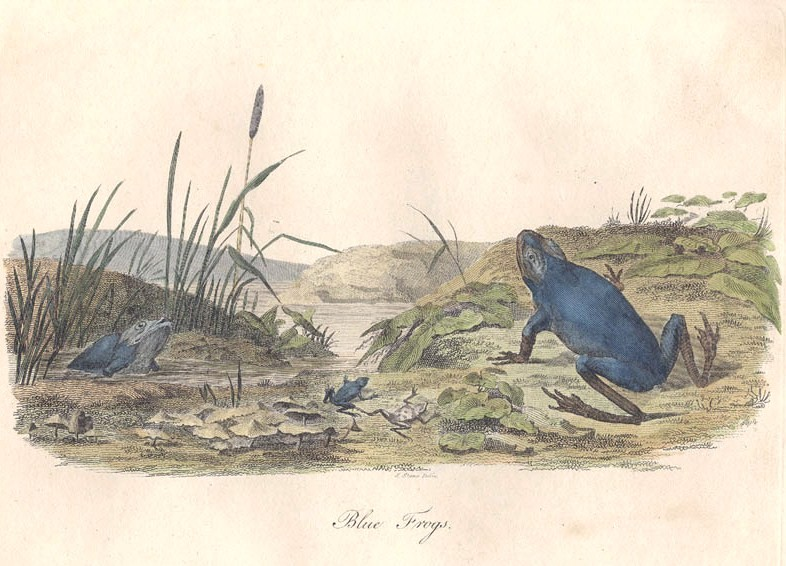
Dessin accompagnant la description originale par John White. La conservation du spécimen envoyé à l'illustrateur, S. Stone, l'avait déjà rendu bleu.

La rainette de White faisait partie du genre Litoria comme des dizaines d'espèces de grenouilles endémiques d'Australasie. Le nom commun de l'espèce, rainette de White, commémore le naturaliste et médecin britannique John White qui en fit la première description en 1790,. La rainette de White a été la première grenouille australienne classée scientifiquement. Le spécimen type était conservé dans la collection de Joseph Banks jusqu'à ce que le Hunterian Museum du collège royal de chirurgie de Londres ne soit touché par un bombardement durant la Seconde Guerre mondiale. En 2016, elle est placée dans le genre Dryopsophus par Duellman, Marion et Hedges ; dans le même temps la sous-famille des Pelodryadinae des Hylidae est élevée au rang de famille, les Pelodryadidae,.
L'origine du nom d'espèce caerulea est singulier, il dérive du terme latin cærŭlĕus qui signifie « bleu sombre », en dépit de sa couleur verte. Le spécimen original envoyé en Angleterre pour y être décrit avait été endommagé par l'agent de conservation et semblait bleu. En effet, la couleur de la grenouille est due à des pigments bleus et jaunes qui donnent une couleur verte à la peau, le conservateur avait détruit le pigment jaune et a donné à la grenouille une apparence bleue.

## La rainette de White et l'Homme

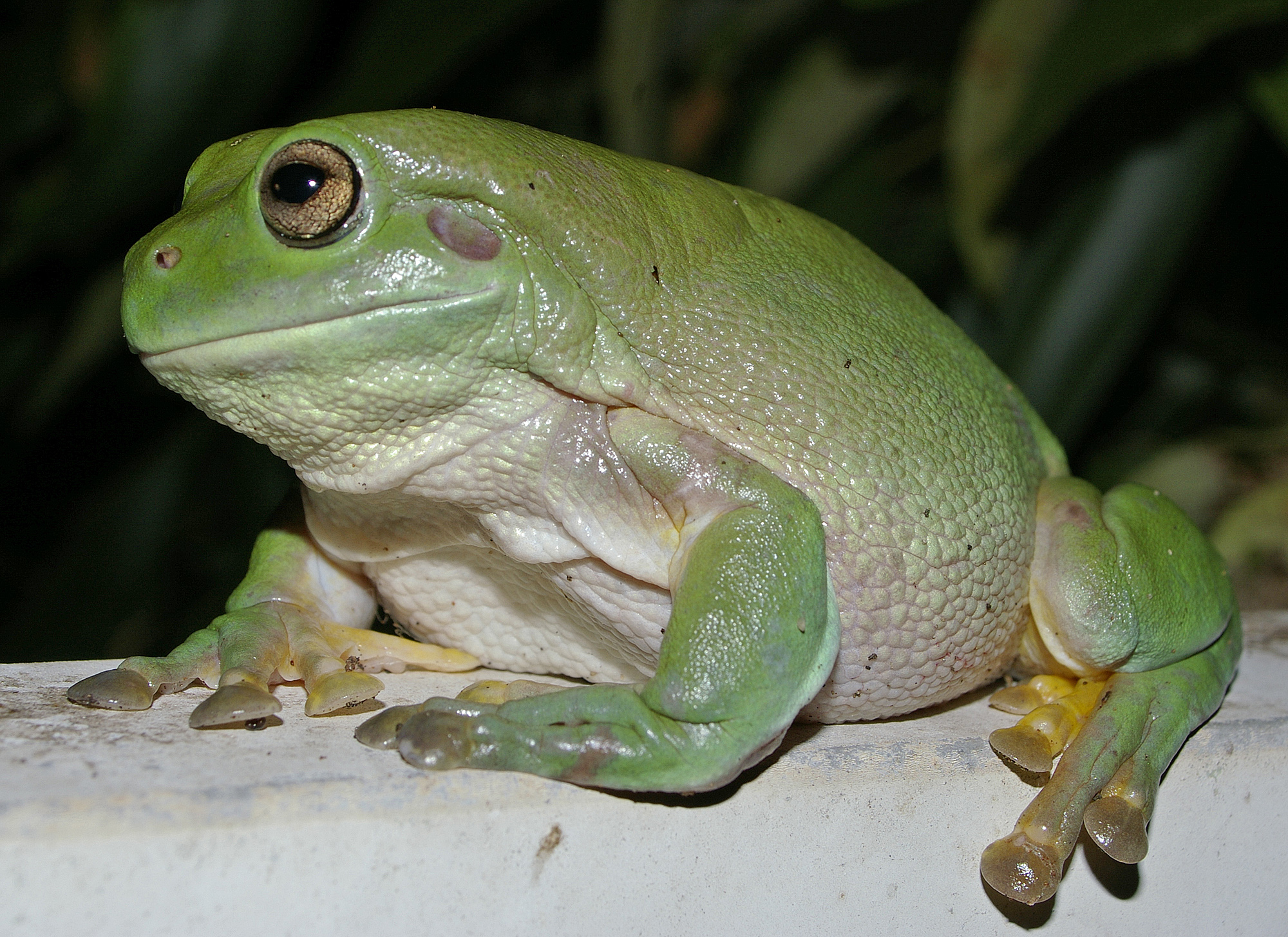
Femelle (Darwin dans le Territoire du Nord).

### Menaces et protection
La loi australienne protège la rainette de White ainsi que toute la faune australienne par la loi fédérale Environment Protection and Biodiversity Conservation Act of 1999. L'Union internationale pour la conservation de la nature considère sa situation comme de « préoccupation mineure » (LC), à cause de la taille des populations restantes, de ses habitats variés et finalement au vu que sa population ne décroît pas suffisamment vite pour qu'elle puisse être considérée comme menacée.
Pourtant, une grande partie de son habitat naturel a été détruit. De plus, certains individus sont infectés par une mycose causée par Chytridiomycota, un champignon responsable d'une maladie mortelle chez les anoures, la chytridiomycose. Ces deux facteurs associés, comme pour l'ensemble des populations de grenouilles en Australie, menacent de réduire fortement la population de rainette de White. Toutefois, en raison de sa longue espérance de vie, les effets de cette baisse se manifesteront plus lentement qu'avec une espèce à espérance de vie plus courte.

### Élevage en captivité

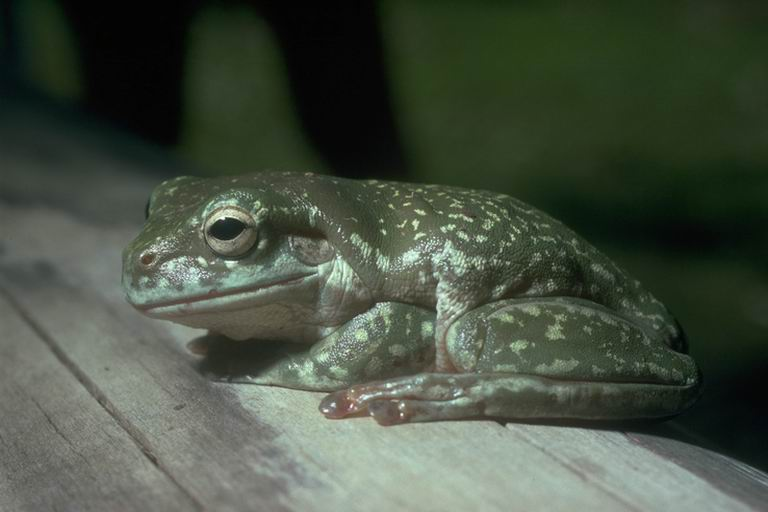
Rainette de White de teinte sombre.

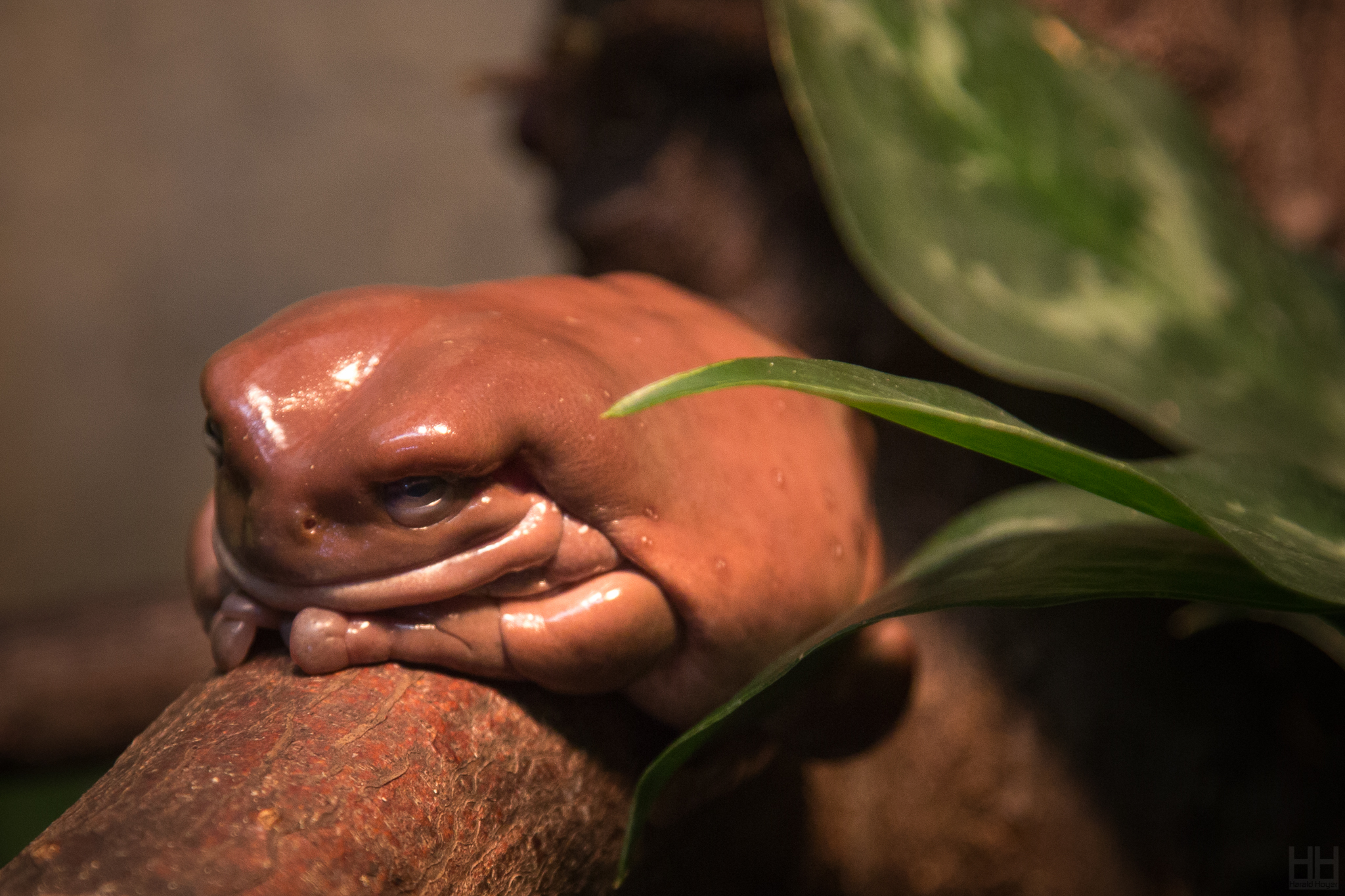
Rainette de White

La rainette de White est l'une des grenouilles des plus populaires utilisées comme animal de compagnie à travers le monde, comme la grenouille cornue d'Argentine (Ceratophrys ornata), la grenouille taureau africaine (Pyxicephalus adspersus) ou le crapaud rouge de Madagascar (Dyscophus antongilii). Son caractère paisible, son apparence d'animal de dessin animé et son espérance de vie longue en font un choix attrayant pour les amateurs d'animaux de compagnie exotiques. C'est également l'une des grenouilles les plus faciles à élever car son régime alimentaire est vaste et elle résiste bien aux maladies. Elle demande des conditions de type tropical humide dans un aquaterrarium agrémenté d'abris, de plantes et d'un grand bassin d'eau. L'animal est généralement nourri d'invertébrés et de souriceaux. Le principal problème rencontré par les éleveurs est la suralimentation ; l'animal a tendance à devenir obèse s'il est trop nourri. Dans la nature, ce batracien fournit des efforts pour capturer ses proies, en captivité il les trouve sans faire d'effort et il en résulte un gain de poids qui se manifeste par des dépôts des couches de graisse au-dessus de la tête et du corps. Cela lui donne une apparence obèse qui lui a valu le surnom anglophone de Dumpy Tree Frog, c'est-à-dire de « grenouille arboricole obèse ».

## Publication originale
- (en) John White, Journal of a Voyage to New South Wales with Sixty-five Plates of Non-descript Animals, Birds, Lizards, Serpents, Curious Cones of Trees and Other Natural Productions, Londres, 1790 (lire en ligne)« R[ana] caerulea, subtus griseo-punctata, pedibus tetradactylis, posterioribus palmatis. Magnitudo Ranae temporariae. »